# Starter (elettrotecnica)

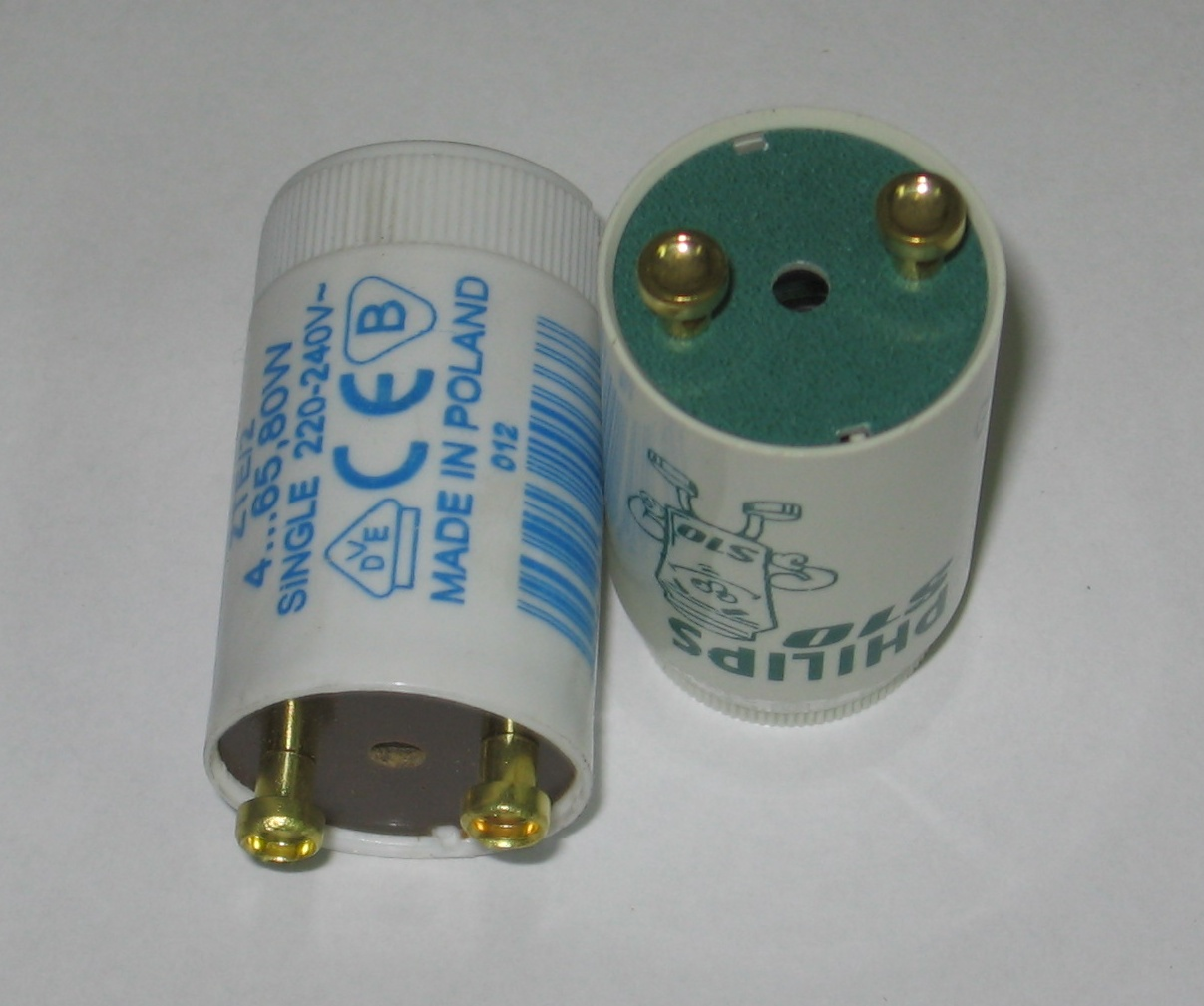
Starter

Lo starter o accenditore (dal verbo inglese to start,  avviare) in ambito illuminotecnico è un dispositivo generalmente utilizzato nelle lampade a scarica per avviarne il funzionamento per accendere la lampadina

## Meccanismo

Circuito di preriscaldamento per lampade fluorescenti con interruttore automatico d'avvio. A: Tubo fluorescente, B: Alimentazione (+220 Volt), C: Starter, D: Interruttore (termostato bimetallico), E: Condensatore, F: Filamenti, G: Ballast

Questo dispositivo causa il riscaldamento degli elettrodi della lampada fino a una temperatura di circa 1200 - 1300 K, avviando in questo modo il processo di ionizzazione del gas. Ciò determina quindi la scarica che consente poi la completa ionizzazione del gas ed il funzionamento a regime della lampada.
Lo starter deve essere opportunamente calibrato per ottenere un'accensione quanto più veloce e decisa. Questo componente ha tuttavia la capacità di adattarsi a lampade a scarica di diversa potenza, seppur entro certi limiti.
Altre soluzioni, come l'alimentatore elettronico, rendono invece non necessario l'utilizzo dello starter.

## Caratteristiche di funzionamento

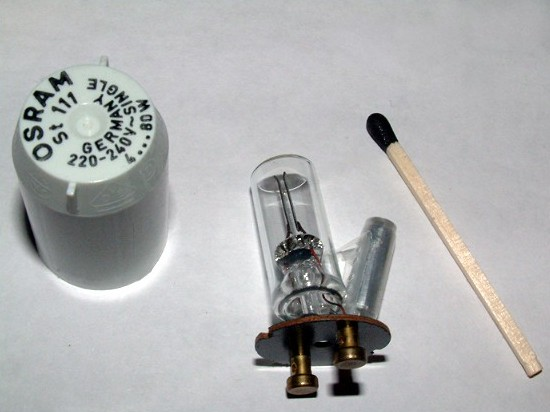
Struttura interna di uno starter

Lo starter è sostanzialmente un interruttore in cui il contatto mobile è costituito da una lamina bimetallica che si deforma riscaldandosi. La sequenza di accensione del tubo è la seguente:
1. inizialmente (starter freddo e lampada spenta) il contatto interno è aperto;
2. applicando tensione al circuito, tramite un interruttore, il gas contenuto nello starter si ionizza provocando il riscaldamento della lamina bimetallica interna che, in seguito alla dilatazione termica, chiude il contatto interno, riscaldando al contempo i filamenti della lampada grazie al conseguente passaggio di corrente;
3. la chiusura del contatto interno provoca l'azzeramento della tensione ai capi della lamina, che quindi si raffredda contraendosi, riaprendo così il contatto interno dopo circa un secondo;
4. l'apertura del circuito causata dallo starter provoca, per effetto dell'autoinduzione sul reattore, una sovratensione tale da causare la scarica e conseguente ionizzazione del gas della lampada, con la sua accensione;
5. una volta accesa la lampada, la differenza di potenziale ai capi dello starter non è più sufficiente per ionizzare il gas in esso contenuto.

Nel caso in cui l'accensione non andasse a buon fine, lo starter ripete automaticamente la sequenza descritta.